# Tweede Kamerverkiezingen 2010/Kandidatenlijst/CDA
Van de kandidatenlijst voor de Tweede Kamerverkiezingen van 9 juni 2010 van het Christen-Democratisch Appèl (CDA) werd op 30 maart 2010 een conceptversie bekendgemaakt. Deze advieslijst, die door het partijbestuur werd vastgesteld, werd aan de lokale CDA-afdelingen voor stemming voorgelegd en (na het tellen van de stemmen van de afdelingen) op 24 april met de definitieve volgorde ter bekrachtiging aan het Partijcongres voorgelegd.

## De lijst
- vet: verkozen
- schuin: voorkeurdrempel overschreden

1. Jan Peter Balkenende[3] - 947.785 stemmen
2. Ank Bijleveld-Schouten - 49.036 (Kamer verlaten op 31-12-2010)
3. Maxime Verhagen - 56.106 (Kamer verlaten op 14-10-2010)
4. Ab Klink - 33.115 (Kamer verlaten op 6-9-2010)
5. Marja van Bijsterveldt - 10.137 (Kamer verlaten op 14-10-2010)
6. Jan Kees de Jager - 46.452 (Kamer verlaten op 14-10-2010)
7. Joop Atsma - 22.003 (Kamer verlaten op 14-10-2010)
8. Elly Blanksma-van den Heuvel - 5.414
9. Gerda Verburg - 5.166 (Kamer verlaten op 30-6-2011)
10. Sybrand van Haersma Buma - 850
11. Ger Koopmans - 10.887
12. Henk Jan Ormel - 7.413
13. Mirjam Sterk - 5.313
14. Eddy van Hijum - 1.142
15. Jack de Vries[3] - 2.137
16. Margreeth Smilde - 1.330
17. Madeleine van Toorenburg - 1.126
18. Coşkun Çörüz - 2.110
19. Kathleen Ferrier - 1.269
20. Ad Koppejan - 3.604
21. Hanke Bruins Slot[3] - 746
22. Sander de Rouwe[3] - 3.270
23. Raymond Knops[4] - 4.310
24. Bas Jan van Bochove[4] - 409
25. Rikus Jager - 2.055
26. Maarten Haverkamp[4] - 583
27. Jan Schinkelshoek - 304
28. Jan Jacob van Dijk - 514
29. Pieter Omtzigt[4] - 4.718
30. Jack Biskop[4] - 1.807
31. Sabine Uitslag - 15.933
32. Marieke van der Werf[4] - 452
33. Michiel Holtackers[4] - 291
34. Cisca Joldersma[5] - 741
35. Hein Pieper - 1.570
36. Joost Verheijen - 201
37. Martijn van Helvert - 4.635
38. Jan Mastwijk - 8.343
39. Alwin de Jong - 296
40. Jaco Geurts - 2.276
41. Mustafa Amhaouch - 1.680
42. Arnoud Strijbis - 268
43. Anke van Extel-van Katwijk - 2.071
44. Harry van der Molen - 304
45. Anne-Marie Vreman - 198
46. Dinand Ekkel - 329
47. Marga Vermue-Vermue - 161
48. Arinda Callewaert-de Groot - 529
49. Olger van Dijk - 186
50. Marijn Noordam - 399
51. Frank van Kuppeveld - 1.230
52. Monique Smidt-Beudeker - 447
53. Gerben Karssenberg - 188
54. Patricia Assmann - 1.505
55. Daniëlle van Lith-Woestenberg - 234
56. Jobke Vonk-Vedder - 772
57. Jan Folkert Deinum - 152
58. Marja Kwast - 172
59. Jan Kramer - 196
60. David Moolenburgh - 599
61. Maarten Offinga - 93
62. Elsa Rijssenbeek-van Pijkeren - 131
63. Guus Mulders - 181
64. Martijn de Haas - 99
65. Erik van den Oord - 296
66. Erna van de Ven - 106
67. Mona Keijzer - 169
68. Brigit Homan - 442
69. Marij Cox Sevenich - 583
70. Clazinus Netjes - 1.102
71. Sjoerd Meulensteen - 138
72. Willem Ketelaars - 583
73. Rex Arendsen - 110
74. Yang Soo Kloosterhof - 247
75. Peter Ruys - 641

1977 · 1981 · 1982 · 1986 · 1989 · 1994 · 1998 · 2002 · 2003 · 2006 · 2010 · 2012 · 2017 · 2021 · 2023
CDA · PvdA · SP · VVD · PVV · GroenLinks · ChristenUnie · D66 · PvdD · SGP · Nieuw Nederland · TON · MenS · Heel Nederland · Partij één · Lijst 17 · Piratenpartij · Lijst 19 (EPN)